# Prickwillow
Prickwillow is dorp op de oevers van de Great Ouse in het Verenigd Koninkrijk. Medio 2005 was het van een gehucht uitgegroeid tot een dorp met een geschatte bevolking van 440 inwoners. Het ligt in het zuiden van The Fens een moerasgebied dat in de 17e eeuw onder leiding van Cornelis Vermuyden werd gedraineerd. Het dorp is op vier kilometer ten oosten van de stad Ely gelegen in Cambridgeshire. 
In het dorp is het droogmaalmuseum gevestigd dat het droogmalen van The Fens belicht.

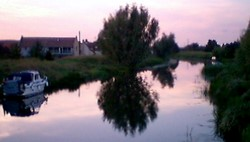
Uitzicht over de Lark vanaf de brug in Prickwillow.

## Geschiedenis
Bewijs voor zeer vroege nederzettingen nabij Prickwillow werd ontdekt tijdens opgravingen in de jaren dertig, tijdens een archeologische opgraving in het kader van de aanleg van de A1101. Er werd bewijsmateriaal gevonden voor Romeinse bewoning en er werden eveneens drie niveaus van prehistorische nederzettingen aangetoond.